# Zwölferkogel
De Zwölferkogel is een 2988 meter hoge berg in de Stubaier Alpen in het Oostenrijkse Tirol.
De berg is de hoogste top in de Zwölferkar en is slechts enkele meters lager dan zijn 3016 meter hoge buurman, de Sulzkogel. De berg ligt vlak bij het wintersportoord Kühtai en is een van de bergen rondom het Speicher Finstertal.